# 18805 Келлідей
18805 Келлідей (18805 Kellyday) — астероїд головного поясу, відкритий 12 травня 1999 року.
Тіссеранів параметр щодо Юпітера — 3,629.